# Raquel Vázquez
Raquel Vázquez (Lugo, 1990) es una poeta y escritora española en lengua castellana.

## Biografía
Es licenciada en Filología Hispánica por la Universidad de Santiago de Compostela, graduada en Ingeniería Informática por la Universidad de La Coruña y Máster en Profesorado de Educación Secundaria y Bachillerato.
Ha publicado los libros de poesía Por el envés del tiempo (Premio Poeta Juan Calderón Matador; Vigo, Cardeñoso, 2011), Pinacoteca de los sueños rotos (Granada, Islavaria, 2012), Luna turbia (Premio de Poesía Joven Gloria Fuertes; Madrid, Torremozas, 2013), Lied de lluvia para una piel ausente (Premio de Poesía Granajoven; Granada, Alhulia, 2014), Si el neón no basta (Sevilla, La Isla de Siltolá, 2015), El hilo del invierno (Premio "València Nova" de Poesía; Madrid, Ediciones Hiperión, 2016), Lenguaje ensamblador  (Sevilla, Editorial Renacimiento, 2019), Aunque los mapas (Premio Loewe a la Creación Joven, Premio 'El ojo crítico' de RNE de Poesía; Madrid, Visor, 2020) y Puerta de embarque (Renacimiento, 2022).
Algunos de sus poemas han aparecido en revistas literarias como Quimera, Estación Poesía, Oculta, Cuaderno Ático y Mirlo, entre otras, así como en las antologías Sin fronteras. Antología de poetas gallegos contemporáneos que escriben en español (Editorial Renacimiento, 2018; edición de Ana Eire) e Insumisas. Poesía crítica contemporánea de mujeres (Baile del Sol, 2019; edición de Alberto García-Teresa)'.
Como aforista, está incluida en la antología de Manuel Neila Bajo el signo de Atenea. Diez aforistas de hoy (Editorial Renacimiento, 2017). En 2024 salió publicado su primer libro de aforismos, Entre coche y andén (Editorial Renacimiento, 2024).
Fue residente de la Fundación Antonio Gala para Jóvenes Creadores durante el curso 2014/15, donde trabajó en la novela Chomolangma (Sevilla, La Isla de Siltolá, 2017). En el ámbito de la narrativa, también ha publicado dos libros de cuentos, La ocarina del tiempo (Trifolium, 2016) y Paralelo 36 (Talentura, 2019).

## Obras
Poesía
- Puerta de embarque (2022, Editorial Renacimiento)
- Aunque los mapas (2020, Visor de Poesía; XXXII Premio Loewe a la Creación Joven)
- Lenguaje ensamblador (2019, Editorial Renacimiento)
- El hilo del invierno (2016, Hiperión; Premio "València Nova" de la Institució Alfons el Magnànim)
- Si el neón no basta (2015, La Isla de Siltolá)
- Lied de lluvia para una piel ausente (2014, Alhulia; Premio de Poesía Granajoven)
- Luna turbia (2013, Torremozas; Premio de Poesía Joven Gloria Fuertes)
- Pinacoteca de los sueños rotos (2012, Islavaria)
- Por el envés del tiempo (2011, Cardeñoso; Premio Poeta Juan Calderón Matador)

Aforismos
- Entre coche y andén (2024, Editorial Renacimiento)

Narrativa
- Paralelo 36 (2019, Talentura Libros)
- Chomolangma (2017, La Isla de Siltolá)
- La ocarina del tiempo (2016, Trifolium)

## Premios y reconocimientos
- 2022: Beca Leonardo de la Fundación BBVA, en el ámbito Creación literaria y artes escénicas.[21]
- 2020: Premio ‘El Ojo Crítico’ de RNE de Poesía 2020 por su poemario "Aunque los mapas".